# Bicton Woodland Railway
| Bicton Woodland Railway                       | Bicton Woodland Railway |
| --------------------------------------------- | ----------------------- |
| Alan Keef 0-4-0-Lokomotive Sir Walter Raleigh |                         |
| Streckenverlauf                               |                         |
| Streckenlänge:                                | ca. 1,2 km              |
| Spurweite:                                    | 457 mm                  |
|                                               |                         |
| Bahnhof                                       |                         |
|                                               |                         |

Die Bicton Woodland Railway ist eine schleifenförmige Schmalspurbahn mit einer Spurweite von 457 mm (18 Zoll) in dem als Botanischer Garten genutzten Park des Bicton House bei Budleigh Salterton in Devon, Großbritannien.
Die Strecke wurde 1962 als Touristenattraktion gebaut. Die meisten Schienenfahrzeuge stammten von der Royal Arsenal Railway in Woolwich, von der zwei Lokomotiven Woolwich und Carnegie sowie mehrere Güterwagen erworben wurden, auf deren Rahmen königsblau lackierte Personenwagen aufgebaut wurden. Die Bahn wurde 1963 für den Personenverkehr in Betrieb genommen.  
Weitere Schienenfahrzeuge wurden von RAF Fauld erworben und der Werkseisenbahn der London and North Western Railway (LNWR) im Bahnbetriebswerk von Wolverton.
1998 wurden die Bicton Gardens verkauft, und der Eisenbahnbetrieb vorübergehend eingestellt. Die neuen Besitzer verkauften die Schienenfahrzeuge an die Waltham Abbey Royal Gunpowder Mills in Waltham Abbey, aber erwarben 2000 eine bei Alan Keef neu gebaute 5,5 t schwere Diesellok, die wie eine Dampflok aussieht.

## Lokomotiven
| Nummer | Name               | Hersteller              | Typ       | Baujahr | Werks-Nr. | Bemerkungen                                                                      |
| ------ | ------------------ | ----------------------- | --------- | ------- | --------- | -------------------------------------------------------------------------------- |
| 1      | Woolwich           | Avonside Engine Company | 0-4-0T    | 1916    | 1748      | Ehemals Royal Arsenal Railway. Jetzt in den Waltham Abbey Royal Gunpowder Mills. |
| 2      | Bicton             | Ruston & Hornsby        | 4wDM      | 1942    | 213839    | Gebaut für das Lager des War Department in den Lion Brickworks, Scalford         |
| 3      | Carnegie           | Hunslet                 | 0-4-4-0DM | 1954    | 4524      | Ehemals Royal Arsenal Railway. Jetzt in den Waltham Abbey Royal Gunpowder Mills. |
| 4      | Sir Walter Raleigh | Alan Keef               | 0-4-0     | 2000    | 61        | Sonderanfertigung. Von Pete Cuffley im Jahr 2000 offiziell in Betrieb genommen.  |